# Кельтский узел
Кельтские узлы (ирл. Snaidhm Cheilteach, валл. Cwlwm Celtaidd, корн. Kolm Keltek) — вариант как собственно узлов, так и художественный стиль их изображения, используемый в качестве украшения. Кельтские узлы были широко представлены в Британском островном искусстве, в частности в  кельтском. Известны как художественный элемент орнаментов христианских памятников и рукописей, таких как рукопись VIII века Lichfield Gospels, Келлская книга и Евангелие из Линдисфарна. Большинство таких узлов  являются «бесконечными», а многие являются вариантами узлов так называемого «корзинного» плетения.

## История
Использование плетения в качестве декоративного элемента берёт начало в переплетающихся орнаментах поздней Римской империи. Узлы как вид плетения впервые стали использоваться в качестве украшения в III-IV вв. нашей эры, их можно увидеть на мозаиках в римских зданиях того времени. Переплетённые узлы также использовались в византийской архитектуре, в коптском, эфиопском и исламском искусстве, а также в иллюстрациях средневековых книг.
Спирали, ступенчатые и прямоугольные узоры доминировали в кельтском искусстве до начала христианского влияния, начавшегося примерно в середине V в. Такими узорами украшались ранние христианские рукописи с добавлением изображений животных, растений и даже людей. Первоначально узоры были подобны запутанным переплетающимся верёвкам и назывались «косами». Примеры узоров, подобных кельтским узлам, встречаются в изобразительном искусстве и других районов Европы, например в Италии (VI век). Фрагмент британского евангелия из библиотеки Даремского собора, написанного в VII в., содержит наиболее ранний экземпляр рисунка узла в кельтском стиле. 
Косы с разрывами и соединениями, что является характеристикой истинных плетений, появились в северной Италии и южной Галлии, а затем распространились на Ирландию в течение VII в., хотя некоторые схожие узоры других мировых культур датируются и более ранним временем. Узлы ассоциируются прежде всего с кельтской культурой, но использовались на всей территории Британских островов и были привнесены в континентальную Европу ирландскими и нортумбрийскими монахами. Британский археолог Джон Ромилли Аллен (John Romilly Allen) установил «восемь элементарных узлов, образующих базис почти всех переплетённых узоров в кельтском декоративном искусстве». Кельтские узлы как неотъемлемая часть кельтского искусства весьма характерны для Ирландии, Шотландии и Уэльса, а потому в настоящее время популярны как символ национальной идентичности.
Хотя нанесение татуировок не входило в традиции кельтов, узлы в их стиле стали популярны в этом качестве на территории США в 1970-х и 1980-х годах.

## Примеры
- Примеры Кельтских узлов
- Малая часть Большой мостовой, римской мозаики, уложенной в 325 году нашей эры в посёлке Вудчестер[англ.], графство Глостершир, Англия
- Романский крест на крыше церкви Святой Сюзанны в  Сантьяго-де-Компостела, Галисия
- Рисунок, на который оказала влияние иллюстрация из Евангелия из Линдисфарна
- Базовая форма кельтского плетёного креста
- Орнаментальная версия кельтского «высокого креста[англ.]» с декоративным плетёным узлом
- Квазикельтский крест, состоящий из большого симметричного узла с вплетённым кругом в центре
- Плетение Стива Болла иллюстрирует альбом Discipline группы King Crimson и является символом лейбла Discipline Global Mobile[англ.]
- Слегка модифицированная версия квазикельтского узла
- Трикветр